# Dolina Chochołowska

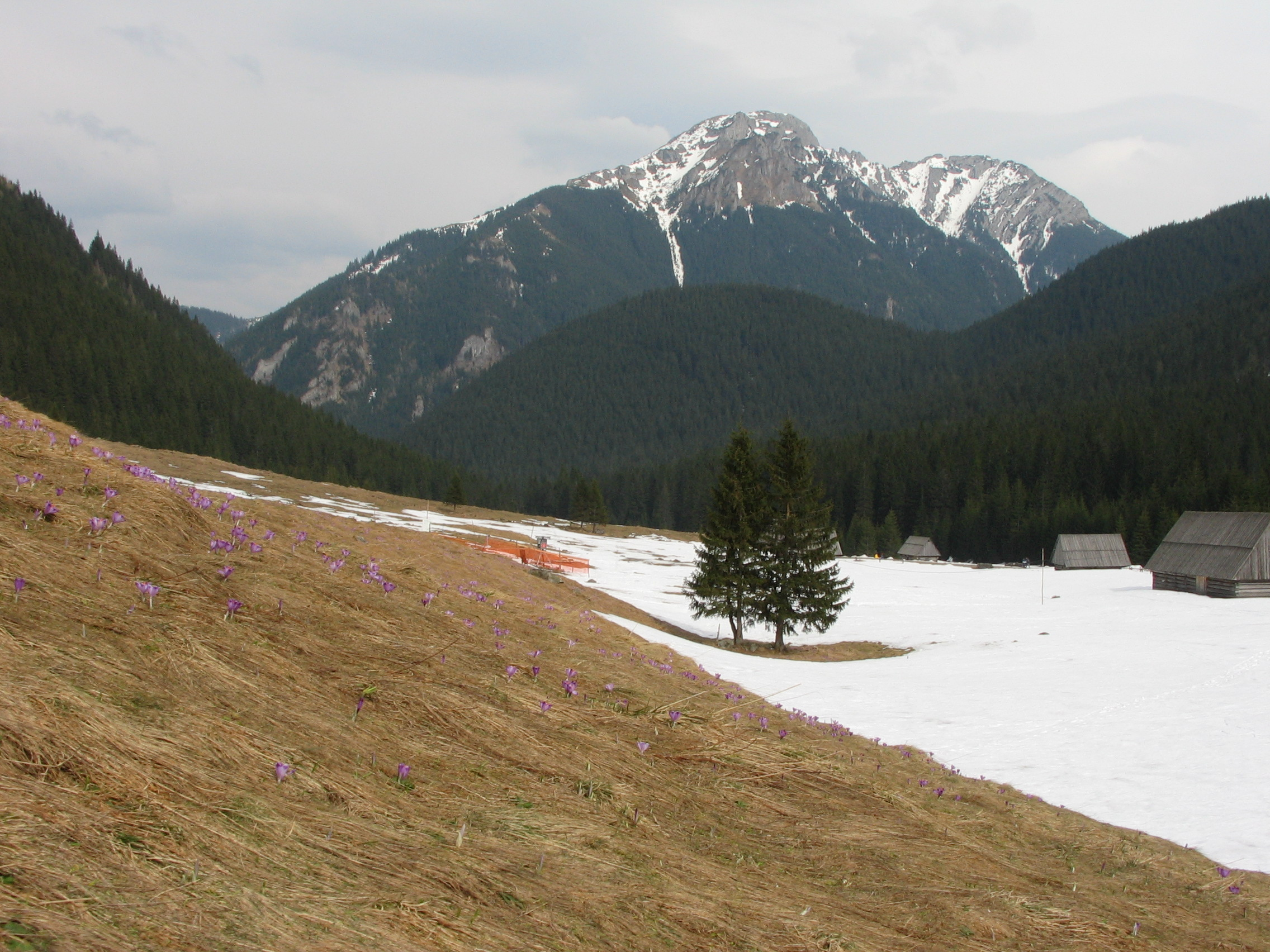
Kominiarski Wierch

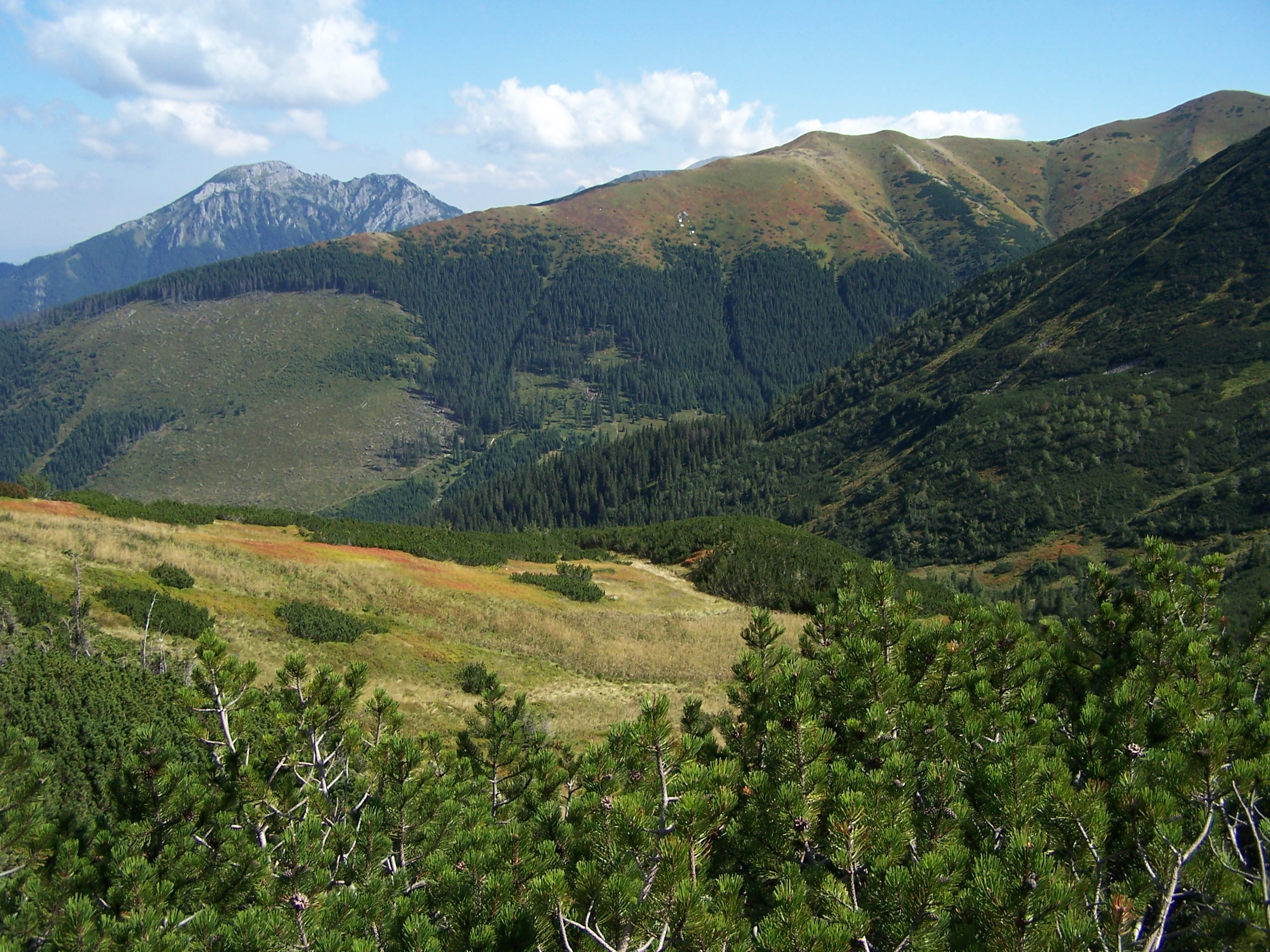
Wyżnia Polana Chochołowska

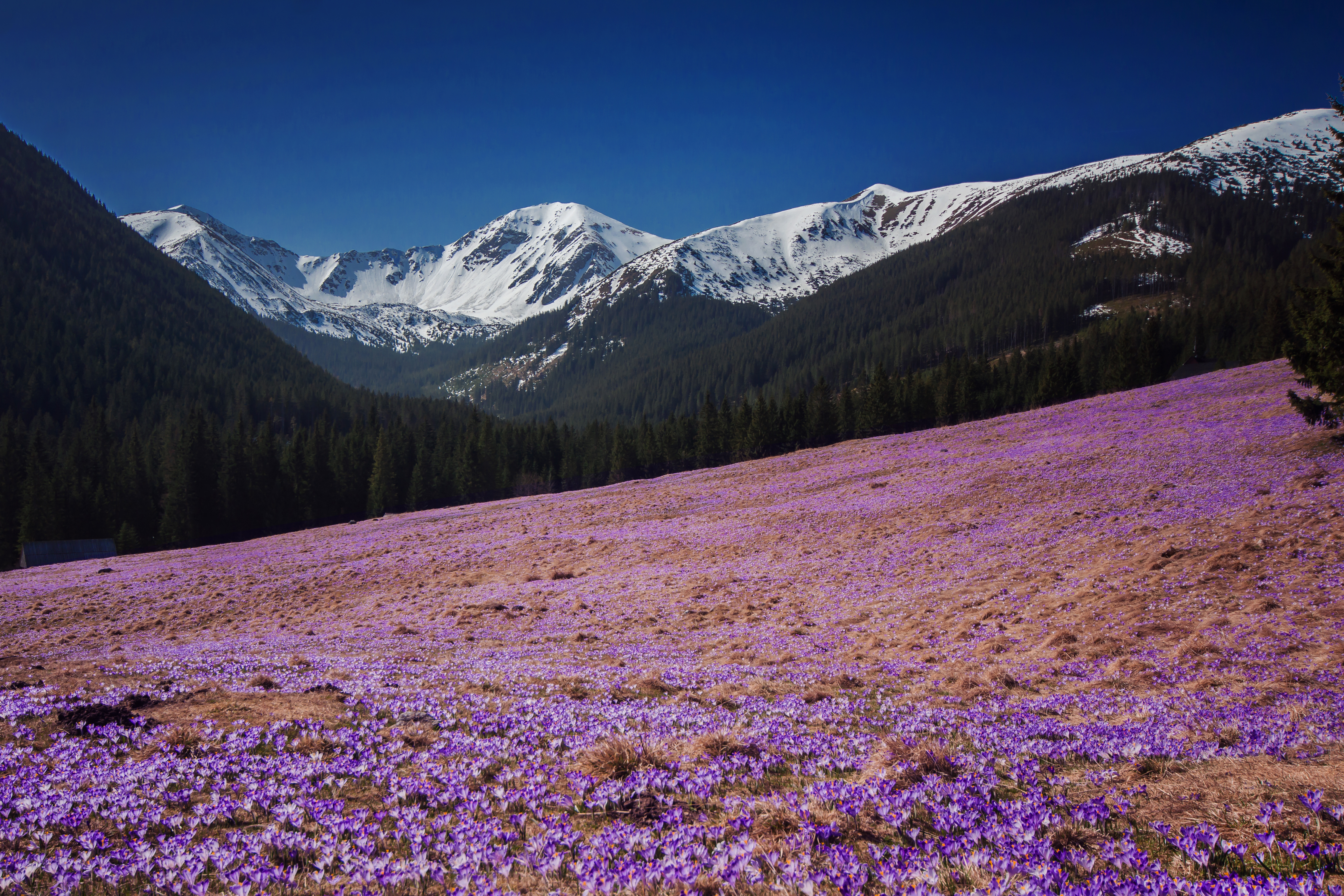
Krokusse auf der Alm Polana Chochołowska

Die eiszeitlich durch Gletscher geformte Dolina Chochołowska ist ein Tal in der polnischen Westtatra in der Woiwodschaft Kleinpolen.

## Geographie
Das Tal ist rund zehn Kilometer lang und von über 2176 Meter hohen Bergen umgeben, u. a. dem Massiv des Starorobociański Wierch. Es hat eine Fläche von etwa 35 Quadratkilometern. Das Tal reicht bis an den Hauptkamm der Tatra.
Das Tal fällt von Süden nach Norden von etwa 2176 Höhenmetern auf 930 Höhenmeter herab. Es wird vom Chochołowski Potok durchflossen. Die Gewässer des Tals fließen zu einem Teil unterirdisch. Das Tal öffnet sich im Vortatragraben auf dem Gebiet des Kościeliskoer Stadtteils Witów, der im unteren Teil des Tals liegt.
Das Tal hat zahlreiche Seitentäler, unter anderem:
- Dolina Starorobociańska
- Dolina Chochołowska Wyżnia
- Dolina Jarząbcza
- Mała Sucha Dolina
- Wielka Sucha Dolina
- Dolina Huciańska,
- Dolina Dudowa
- Dolina Trzydniowiańska
- Głębowiec
- Dolina Długa
- Dolina Kryta
- Wielkie Koryciska
- Małe Koryciska

Im Tal gibt es zwei Felstore Niżnia Brama Chochołowska und Wyżnia Brama Chochołowska. Es treten zahlreiche Höhlen und andere Karsterscheinungen auf, unter anderem die Höhle Szczelina Chochołowska. Die Höhlen im Tal sind für Touristen nicht zugänglich.

## Etymologie
Der Name lässt sich übersetzen als „Tal von Chochołów“. Der Name rührt von dem Ort Chochołów, dessen Einwohner seit dem 15. und 16. Jahrhundert Almrechte an dem Tal hatten.

## Flora und Fauna
Das Tal liegt oberhalb und unterhalb der Baumgrenze und wird im oberen Bereich von Bergkiefern und im unteren Bereich von Nadelwald bewachsen. Das Tal ist Rückzugsgebiet für zahlreiche Säugetiere und Vogelarten.

## Klima
Im Tal herrscht Hochgebirgsklima.

## Wirtschaft
Im Tal wurden bereits im 15. Jahrhundert Erze abgebaut. Ab dem 18. Jahrhundert wurde das Eisenerz nicht mehr im Tal verarbeitet, sondern über den Eisenweg in den Zakopaner Stadtteil Kuźnice transportiert. Namen wie Hala Stara Robota und Polana Huciska zeugen noch von dem Bergbau im Tal. Im Tal hausten Räuberbanden. Während des Zweiten Weltkriegs und im frühen Stalinismus zogen sich Widerstandskämpfer in das Tal zurück.
Vor der Errichtung des Tatra-Nationalparks im Jahr 1954 wurde das Tal für die Almwirtschaft genutzt. Die Almen im Tal waren die größten in der Tatra. Danach wurden die Eigentümer der Almen enteignet bzw. zum Verkauf gezwungen. Ehemalige Almhütten befinden sich noch im Tal.

## Tourismus
Durch das Tal führen zahlreiche Wanderwege von den umgebenden Bergpässen und Gipfeln. 
- ▬ ein grün markierter Wanderweg vom Tal zur Chochołowska-Hütte
- ▬ Ścieżka nad Reglami: ein schwarz markierter Wanderweg vom Tal in den Zakopaner Stadtteil Kuźnice
- ▬ ein gelb markierter Wanderweg vom Tal zur Ornak-Hütte im Tal Dolina Kościeliska
- ▬ ein schwarz markierter Wanderweg vom Tal auf den Bergpass Siwa Przełęcz
- ▬ ein rot markierter Wanderweg vom Tal über den Gipfel Trzydniowiański Wierch ins Tal Dolina Kościeliska
- ▬ ein gelb markierter Wanderweg vom Tal auf den Grześ
- ▬ ein grün markierter Wanderweg vom Tal auf den Hauptkamm der Tatra beim Wołowiec
- ▬ ein rot markierter Wanderweg vom Tal auf den Gipfel Trzydniowiański Wierch
- ▬ Papstweg: ein gelb markierter Wanderweg vom Tal in das Tal Dolina Jarząbcza

Im Tal verkehren Pferdekutschen und eine Wegebahn im Sommer und Pferdeschlitten im Winter.
Im Tal befinden sich die Chochołowska-Hütte und die Blaszyński-Hütte. 
Im Tal befinden sich mehrere Kapellen und Wegkreuze, unter anderem die Kaplica na Polanie Chochołowskiej.

## Panorama

Panorama vom Wołowiec ins Tal